# 達斯卡洛夫兄弟市鎮

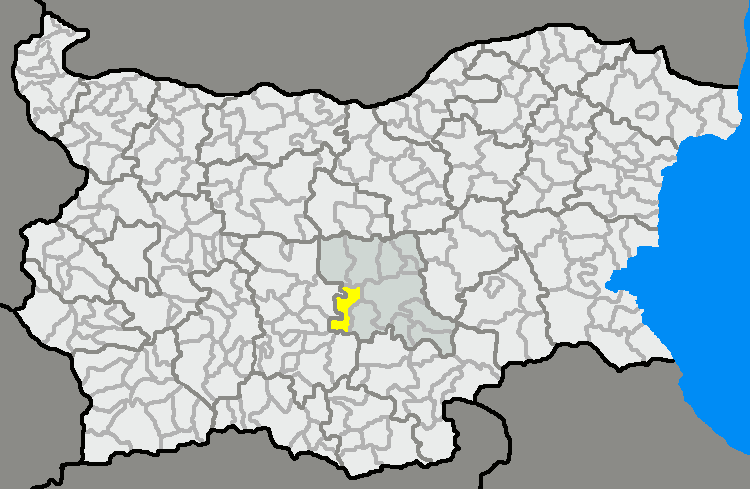

達斯卡洛夫兄弟市，是保加利亞的城鎮，位於該國中南部，由舊扎戈拉州負責管轄，首府設於達斯卡洛夫兄弟村，面積482.04平方公里，2011年人口8,677，人口密度每平方公里18人。
42°18′00″N 25°13′01″E / 42.3°N 25.217°E